# الرجل الجاثية
الرجل الجاثية (بالإنجليزية: Rijl al Jathiyah أو Iota Herculis)‏ نجم تابع لكوكبة الجاثي، يبعد 495 سنة ضوئية عن كوكب الأرض. يعدّه الفلكيون نجمًا عملاقًا أزرق-أبيض.

## الخصائص
الرجل الجاثية هو نجم من نوع B- subgiant وهو في نهاية مرحلة انصهار الهيدروجين. مع تصنيف B3IV ، هو أكبر من الشمس، حيث أن كتلته 6.5 مرة ونصف قطره 5.3 من الشمس. على الرغم من قدره الظاهري هو 3.79 فقط، لكنه مضيئ 2500 مرة أكثر من الشمس، وأكثر إشراقا من معظم النجوم B الساخنة في عنقود الثريا المفتوح. قدرت البعثة الفضائية هيباركوس بعده بنحو 152 فرسخ فلكي من الأرض، أو 496 سنة ضوئية، وقد تم تحديث الحسابات من طرف فان ليوين في عام 2007، حيث توصل إلى ان النجم يبعد 455 سنة ضوئية مع عامل خطأ 8 سنوات ضوئية فقط.